# Chi Cygni
Chi Cygni (Chi Cyg / χ Cyg / χ Cygni) è una stella visibile nella costellazione del Cigno. La sua distanza dalla Terra è approssimativamente di 346 anni luce.
Si tratta di una stella variabile di tipo Mira, che mostra una delle maggiori variazioni conosciute della propria magnitudine apparente: infatti essa varia tra il valore +3,62 al suo massimo e +14,20 al minimo; in questa fase la stella quindi risulta visibile solamente con un telescopio di diametro superiore a 30 centimetri. Il periodo della variabilità è pari a 408,05 giorni. 
L'astronomo Gottfried Kirch scoprì la sua variabilità nel 1687, quando, nel luglio dello stesso anno, osservò che la stella sembrava "scomparsa" dal cielo notturno, ma che era riapparsa nel mese di ottobre.
Di recente, tra il luglio e l'agosto del 2005, χ Cygni ha raggiunto, stando a diverse fonti facenti capo all'AAVSO, la magnitudine apparente di 3,8, che rappresenta il valore massimo di magnitudine raggiunto dalla stella negli ultimi 148 anni.
Con una temperatura effettiva di circa 3000 K, χ Cygni è oltre 3000 volte più luminosa del Sole e possiede un raggio 300 volte maggiore, raffrontabile a quello dell'orbita di Marte.
Le variabili Mira, man mano che procedono nel loro percorso evolutivo, possono convogliare verso la superficie discrete quantità di carbonio dal loro nucleo, aumentando quindi l'abbondanza superficiale di questo elemento a discapito dell'ossigeno. In normali stelle, come il Sole, la percentuale di ossigeno è molto maggiore rispetto a quella del carbonio, mentre in questa classe di stelle peculiari, definite pertanto stelle al carbonio, la proporzione è invertita. χ Cygni, appartenente all'insolita classe spettrale S (S6), mostra proporzioni simili di carbonio e ossigeno e quindi sembra trovarsi a metà strada del tragitto evolutivo che la porterà a diventare stella al carbonio. Il suo spettro evidenzia anche alti contenuti di zirconio.